# Agnes Bluhm

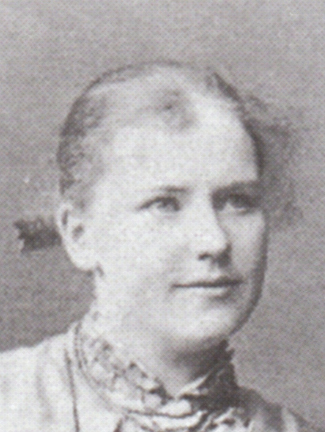
Agnes Bluhm im Jahr 1886

Agnes Bluhm (* 9. Januar 1862 in Konstantinopel; † 12. November 1943 in Beelitz) war eine deutsche Fachärztin für Gynäkologie, Rassenhygienikerin, Genetikerin und Frauenrechtlerin. Bluhm war eine der ersten deutschen Ärztinnen und Forscherinnen.

## Leben

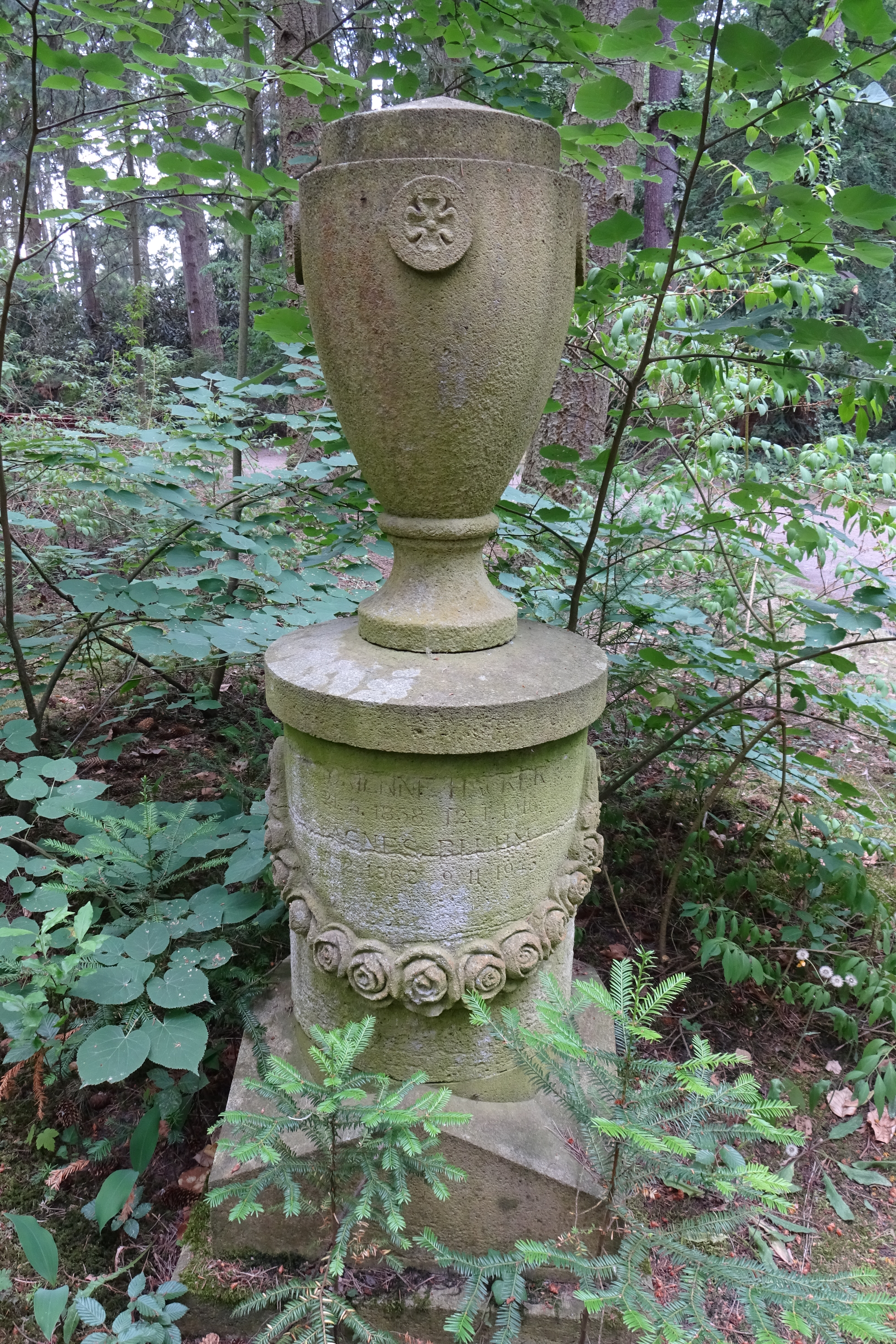
Agnes Bluhms Grabstein auf dem Parkfriedhof Lichterfelde

Agnes Bluhm wurde als Tochter des Kais. Osman. Divis. Generals Julius Bluhm, eines ehemaligen preußischen Ingenieur-Offiziers, in Istanbul geboren. Mit ihren beiden Schwestern Helene Maria Anna Olga und Martha Maria wuchs sie bei ihrer Mutter Agnes Bluhm, geb. Simon, in Berlin auf; den Vater erlebte sie nur bei seinen längeren, aber seltenen Besuchen. Durch die Begegnung mit der Medizinstudentin Anna Dahms interessierte sie sich für das Medizinstudium. Ihrem Vater zuliebe absolvierte sie aber zuerst eine Ausbildung zur Lehrerin und wurde in diesem Beruf 1880 examiniert.
Schließlich orientierte sie sich mit Unterstützung der Mutter doch in Richtung ihres Traumberufs und begann im Wintersemester 1884/1885 ihr Studium an der Universität Zürich, wo Frauen bereits damals das Medizinstudium erlaubt war. Während ihrer Zürcher Studienzeit hatte sie engen Kontakt zur späteren Gynäkologin Clara Willdenow, die sie bewunderte. In ihrer Studienzeit gehörte sie einem Kreis von Medizinstudentinnen an, der sich vermutlich aus dem Studentinnenverein Zürich kannte. Auf einer zeitgenössischen Fotografie von 1889, die Ricarda Huch anfertigen ließ, ist sie, neben sechs anderen Kommilitoninnen, abgebildet: neben Ricarda Huch, Clara Neumann, Elsa von Rosenzweig, Anna Eysoldt, Molly Herbig und Emma Rhyner (als einziger Schweizerin). 1890 wurde sie im Fach Gynäkologie promoviert.
Gleich zu Beginn ihres Studiums, im Oktober 1884, lernte sie in Zürich Friedrich Nietzsche, den sie verehrte, persönlich kennen. Ein Jahr später lernte sie während einer anatomischen Sektion im Wintersemester 1885 Alfred Ploetz kennen, der sich in sie verliebte. Es entspann sich ein Dreiecksverhältnis zwischen ihr, Ploetz und Pauline Rüdin. Trotz seiner Entscheidung für die Heirat mit Pauline (1890) blieben Agnes und Ploetz bis zu seinem Tode in einer engen Freundschaft verbunden. In Zürich nahm sie an einem Kreis von Studenten und Professoren teil, in dem eifrig diskutiert wurde. Dazu gehörten Alfred Ploetz, Auguste Forel, Gustav von Bunge, Frank Wedekind, Richard Avenarius, Adolf Fick, Rudolf Pöch sowie Carl und Gerhart Hauptmann. „Vererbungsfragen sind schon damals in der Medizin und darüber hinaus viel diskutiert worden. Unter Forels und Ploetzens Führung auch in unserem Kreis.“ beschrieb Gerhart Hauptmann diesen Kreis.
Noch 1890 ließ sie sich mit einer Schweizer-Approbation in Berlin als Gynäkologin nieder. In Deutschland (und zugleich Berlin) war sie die dritte praktizierende Ärztin nach Emilie Lehmus und Franziska Tiburtius. Ihre Praxis lief schnell sehr erfolgreich. Agnes Bluhm eröffnete 1899, evtl. einige Jahre früher, die „Poliklinik für Frauen und weibliche Ärzte“ in Berlin. Sie engagierte sich durch die Gründung sozialer Hilfegruppen insbesondere für den Arbeiterinnenschutz, die Behandlung mittelloser Frauen und das Frauenstudium. Sie war auch Dozentin für Hygiene an der Humboldt-Akademie und verfasste Kapitel über Hygiene und Gynäkologie in wissenschaftlichen Handbüchern. Größere Berufsverbände bestellten sie als Ärztin für weibliche Mitglieder; Bluhm veranlasste die Einsetzung weiblicher Fabrikinspekteure.
1905 musste sie wegen eines Ohrenleidens ihre Praxis aufgeben und gründete im gleichen Jahr die Gesellschaft für Rassenhygiene mit. Auch an dem von Alfred Ploetz gegründeten Archiv für Rassen- und Gesellschaftsbiologie arbeitete sie mit. Beschäftigte sie sich bis dato in ihren wissenschaftlichen Abhandlungen noch besonders mit dem Stillen von Kindern und seiner Bedeutung, fand sie nun einen Schwerpunkt in der Rassenhygiene. Von 1919 bis 1942 arbeitete sie im Kaiser-Wilhelm-Institut für Biologie in Berlin in der Abteilung für Rassenhygiene und arbeitete besonders über die Wirkung von Alkohol auf das Genom. Hierzu führte sie an 32.000 Mäusen Experimente durch. Für diese Forschungsarbeit erhielt sie 1931 die Silberne Leibniz-Medaille.
Bluhm war auch Mitglied im „Bund Deutscher Ärztinnen“ (ab 1928 Ehrenmitglied), eine der ersten Frauenorganisationen, die nach der Machtergreifung der Nationalsozialisten 1933 ihre jüdischen Mitglieder ausschlossen. 1937 wurde sie Mitherausgeberin des Archivs für Rassen- und Gesellschaftsbiologie, des Presseorgans der Deutschen Gesellschaft für Rassenhygiene.
Sie starb im Alter von 81 Jahren und wurde im Grab ihrer Lebensgefährtin, der Kunstmalerin Adrienne Hacker, Schwester der Ärztin Agnes Hacker, auf dem Parkfriedhof Lichterfelde (Feld 5-14) im Berliner Bezirk Steglitz-Zehlendorf beigesetzt.

## Wirken
Bis zu ihrem Tod blieb Agnes Bluhm Alfred Ploetz, den sie in Zürich kennengelernt hatte, verbunden. Als im November 1936 nicht der von den Rassenhygienikern in Deutschland favorisierte und in Stellung gebrachte Ploetz, sondern Carl von Ossietzky den Friedensnobelpreis erhielt, empörte sich Bluhm über die Verleihung an den „Hochverräter“ und die „freche Provokation Deutschland gegenüber“. Mit Ploetz tauschte sich Bluhm brieflich vorab über medizinische Fälle ihrer Praxis, ab 1921 schwerpunktmäßig über Rassenhygiene aus.
Ihre Thesen zur Rassenhygiene und der Stellung der Frau in der Gesellschaft – sie sah die Verpflichtung zur Mutterschaft bedeutungsvoller als die Verwirklichung im Beruf – wurden in einer Vielzahl Veröffentlichungen von ihr bekannt gemacht. Ihre rassenhygienischen Ansätze fanden Eingang in die Gesetzgebung im Nationalsozialismus, insbesondere in die rassenhygienischen Gesetze von 1937. Einen Teil ihrer Thesen widerrief sie selbst, fand aber kaum noch Gehör.
In der Deutschen Demokratischen Republik wurde ihre Schrift Die rassenhygienischen Aufgaben des weiblichen Arztes auf die Liste der auszusondernden Literatur gesetzt.

## Publikationen (Auswahl)
- Die Strafbarkeit der Vernichtung des keimenden Lebens (§ 218 R.St.G.B.) vom Standpunkte des Mediziners, Referat in: Abolitionistische Flugschriften, Heft 9. Druck: Kupky & Dietze, Dresden 1909.
- Stillfähigkeit. In: A. Grotjahn, I. Kaup (Hrsg.): Handwörterbuch der sozialen Hygiene. Leipzig 1912, S. 555–570.
- Hygienische Fürsorge für Arbeiterinnen und deren Kinder, 2. Auflage. Johann Ambrosius Barth Verlag, Leipzig 1914.
- Gewerbliche Frauenarbeit in und nach dem Kriege. Verlag Gesellschaft und Erziehung, Berlin 1919.
- Zum Problem „Alkohol und Nachkommenschaft“: Eine experimentelle Studie. J. F. Lehmanns Verlag, München 1930.
- Sind Alkoholschäden vererbbar? aus: Internationale Zeitschrift gegen den Alkoholismus, Jahrgang 1930, Heft 6. Neuland Verlag, Berlin 1931.
- Die rassenhygienischen Aufgaben des weiblichen Arztes, in: Schriften zur Erblehre und Rassenhygiene, Berlin, 1934.
- Das Gesetz zur Verhütung erbkranken Nachwuchses, in Die Frau Bd. 41, S. 529–538, 1934.
- Alfred Ploetz zum Gedächtnis. Die Ärztin 8 (1940), S. 213–214.

## Auszeichnungen
- 1931: Silberne Leibniz-Medaille (verliehen für die Arbeiten an „Alkohol und Nachkommenschaft“)
- 1932: Silberne Staatsmedaille (für Verdienste um die Volksgesundheit; zu ihrem 70. Geburtstag)
- 1940: Goethe-Medaille für Kunst und Wissenschaft (als damals erste Frau)